# Rio da Cachoeirinha
O rio da Cachoeirinha é um rio brasileiro do estado de São Paulo. Afluente do rio Turvo.

## Nascente
Nasce no município de Monte Azul Paulista

## Percurso
Da nascente segue em direção noroeste, atravessa Severínia continuando para noroeste onde atravessa Olímpia, virando-se para oeste e desagua no rio Turvo próximo a Altair. O seu curso tem cerca de 74 km.

## Cidades cortadas pelo rio
Passa pelos municípios de Monte Azul Paulista, Severínia e Olímpia, onde desagua no rio Turvo.

## Referência
- Mapa Rodoviário do Estado de São Paulo - (2004) - DER